# Park Soo-yuen
Park Soo-yuen (també Park Soo-yeon 1997) és una activista feminista de Corea del Sud. En 2015 va fundar el grup Digital Sexual Crime Out per tal de fer campanya contra l'ús de càmeres espia ocultes (molka) que graven dones en llocs públics orinant, canviant-se de roba o practicant sexe amb finalitats de distribució pornogràfica o per fer xantatge arreu de Corea del Sud.
El seu grup en 2016 va denunciar als fundadors de Soranet, el principal lloc web que allotja aquesta mena d'imatges, per violència sexual. El 2017 ja havia 6.500 denúncies contra càmeres espia arreu de Coresa del Sud. El seu activisme ha estat comparat amb el Moviment Me Too i li ha valgut aparèixer a la llista 100 Women BBC de 2018.
El gener de 2019 un tribunal va condemnar a un dels cofundadors de Soranet, a 4 anys de presó, una multa de 1.250.000 US$ i l'ordre de prendre 80 hores d'educació en prevenció contra la violència sexual.